# Noemí Escandell
Noemí Escandell (Cañada de Gómez, 1 de diciembre de 1942 - Rosario, 10 de julio de 2019), conocida familiarmente como Mimi, fue una artista contemporánea argentina, dedicada especialmente a obras abstractas y geométricas.

## Biografía

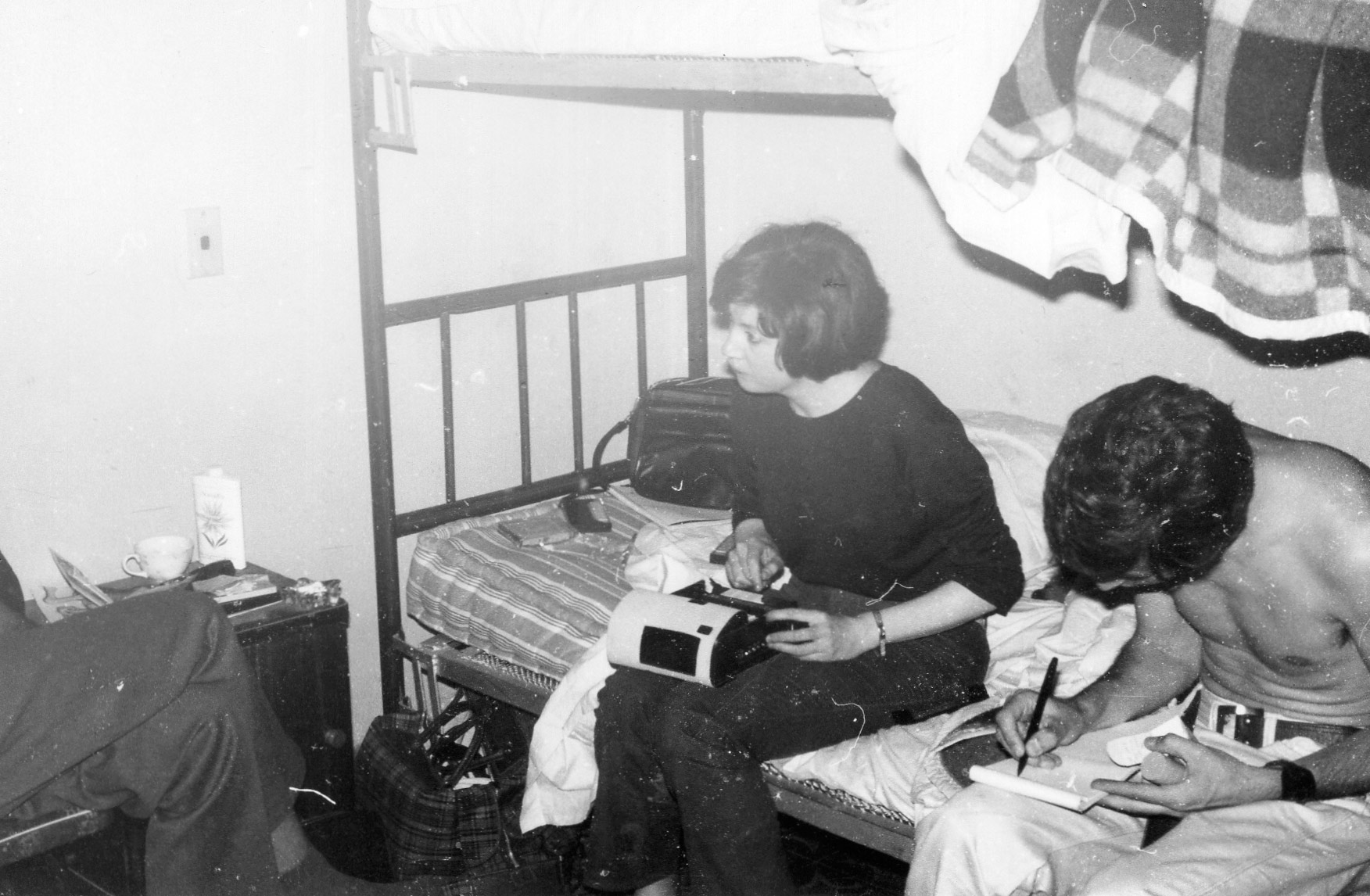
Noemi Escandell y Eduardo Favario durante el festival Tucumán Arde.

Noemí Escandell nació en la localidad de Cañada de Gómez (provincia de Santa Fe) el 1 de diciembre de 1942. Al terminar el secundario mudó en 1960 a la ciudad de Rosario para estudiar en el entonces Instituto Superior de Bellas Artes de dicha ciudad (actualmente, Escuela de Bellas Artes de la Facultad de Humanidades y Artes de la Universidad Nacional de Rosario). Se recibió en el año 1964. Durante esta década trabajó intensamente y comenzó a exponer en Rosario y en Buenos Aires con obras que le permitían experimentar con distintos materiales y estéticas. En sus inicios se puede encuadrar en obras de arte pop, para luego ir cambiando hacia propuestas geométricas.
Es a partir del año 1967 en que se produce un cambio en su obra, producto de la represión emprendida durante el gobierno militar de Carlos Onganía. Comienza a actuar como coautora y correalizadora en compañía de otros artistas de Buenos Aires y de Rosario en la obra procesual vanguardista Tucumán Arde en 1968, realizada en Rosario en la CGT de los Argentinos. Allí, logra crear un discurso en el que aúna arte y política, asumiendo un mayor compromiso político.

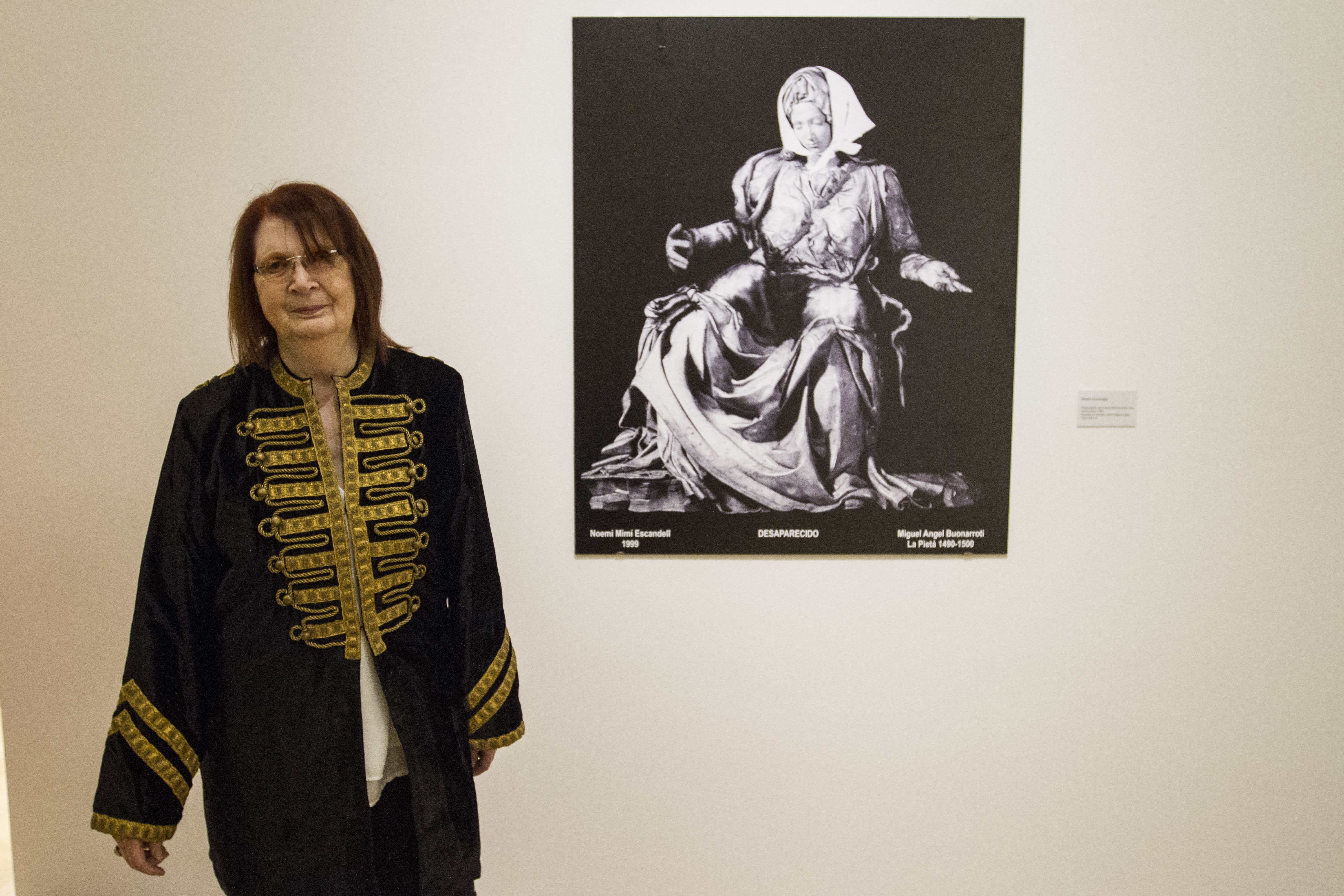
Noemí Escandell gana el Premio Nacional a la Trayectoria Artística de Argentina

Durante la década de 1970 su arte fue mutando hacia dos estéticas, como el pop y el minimalismo. En estos años logró exponer en varios países, como Argentina, Brasil, Suecia y Estados Unidos.  También se dedicó a la investigación y la enseñanza, en parte debido a que por culpa de los gobiernos militares no pudo exponer públicamente sus obras. Dio clases tanto en instituciones públicas como en su taller, colaborando en la formación de gran cantidad de artistas.
Con el regreso a la democracia en 1983 vuelve a la Escuela de Bellas Artes de la Universidad Nacional de Rosario, continuando sus trabajos en obras que exhibe en el país y en el exterior. Representó a la Argentina en la I Bienal del Mercosur que se llevó a cabo en Porto Alegre en el año 1997.
En el año 2013 se hizo una exposición antológica de su obra en el Museo Municipal de Bellas Artes Juan B. Castagnino de Rosario. En dicha oportunidad también se presentó un extenso catálogo con un análisis de estudio y biografía. En el 2018 obtuvo el Premio Trayectoria en el Salón Nacional.
Falleció en pleno vuelo el 10 de julio de 2019, mientras volaba junto con su hija hacia la ciudad de Oslo en Noruega.

## Vida personal
Estuvo casada con Carlos Álvarez, con quien tuvieron tres hijas. Su pareja falleció también durante un viaje, en su caso a Salta en 1986.